# NGC 848
NGC 848 је спирална галаксија у сазвежђу Кит која се налази на NGC листи објеката дубоког неба.
Деклинација објекта је - 10° 19' 14" а ректасцензија 2h 10m 17,4s. Привидна величина (магнитуда) објекта NGC 848 износи 13,0 а фотографска магнитуда 13,8. NGC 848 је још познат и под ознакама MCG -2-6-36, MK 1026, ARP 318, KUG 0207-105, IRAS 02078-1033, PGC 8299.